# Juli 1994
Dit artikel geeft een chronologisch overzicht van alle belangrijke gebeurtenissen per dag in de maand 
juli van het jaar 1994.

## Gebeurtenissen

### 7 juli
- Kim Jong-il volgt zijn vader Kim Il-sung op als leider van Noord-Korea.

### 9 juli
- Het Nederlands elftal verliest in de kwartfinale van het wereldkampioenschap voetbal 1994 in de Verenigde Staten met 3-2 van Brazilië en is daardoor uitgeschakeld.

### 15 juli
- Einde van de Rwandese Genocide. Gedurende deze genocide werden naar schatting 500.000 tot 1 miljoen mensen vermoord.

### 17 juli
- Brazilië wint in de Verenigde Staten de wereldtitel door Italië na strafschoppen te verslaan in de finale van het WK voetbal.

### 18 juli
- Na een bomaanslag op een gebouw van Joodse gemeenschap in Buenos Aires, vallen 85 doden.
- Carol Yager, de zwaarste mens die ooit geleefd heeft, met een recordgewicht van 727 kilogram, sterft op 34-jarige leeftijd aan de gevolgen van Morbide obesitas. Ze weegt 545 kilogram als ze sterft.

### 21 juli
- Brazilië is de nieuwe aanvoerder van de FIFA-wereldranglijst. Nederland is afgezakt naar de vijfde plaats.

### 23 juli
- In Dublin eindigt titelverdediger Nederland op een teleurstellende zesde plaats bij het WK hockey voor vrouwen door ook de laatste wedstrijd tegen Zuid-Korea te verliezen: 0-2.

### 24 juli
- Miguel Induráin wint de 81ste editie van de Ronde van Frankrijk. Het is de vierde eindoverwinning op rij voor de Spaanse wielrenner.

### 25 juli
- Israël en Jordanië ondertekenen de Declaratie van Washington die de oorlogstoestand tussen beide landen, die sinds 1948 bestond, formeel beëindigt.

### 31 juli
- De Oekraïense polsstokhoogspringer Sergej Boebka vestigt het wereldrecord van 6,14 meter.

<< · januari · februari · maart · april · mei · juni · juli · augustus · september · oktober · november · december · >>